# Collegio elettorale di Gravina di Catania (Camera dei deputati)
Il collegio di Gravina di Catania fu un collegio elettorale uninominale della Repubblica Italiana per l'elezione della Camera dei deputati. Apparteneva alla circoscrizione Sicilia 2 e fu utilizzato per eleggere un deputato nella XII, XIII e XIV legislatura.
Venne istituito nel 1993 con la cosiddetta Legge Mattarella (Legge n. 277, Nuove norme per l'elezione della Camera dei deputati), attuata in seguito al referendum abrogativo del 1993. La legge istituì per la Camera dei deputati e per il Senato della Repubblica un sistema di elezione misto, in parte maggioritario e in parte proporzionale. Il 75% dei parlamentari dell'assemblea veniva eletto in collegi uninominali tramite sistema maggioritario a turno unico; il restante 25% alla Camera veniva eletto tramite sistema proporzionale con liste bloccate.
Il collegio venne abolito insieme a tutti gli altri che costituivano la Camera con la promulgazione della legge elettorale successiva, la cosiddetta Legge Calderoli. Questa prevedeva un sistema proporzionale con premio di maggioranza, che alla Camera veniva attribuito a livello nazionale.

## Territorio
Il collegio di Gravina di Catania era uno dei 41 collegi uninominali in cui era suddivisa la Sicilia e, come previsto dal D.Lgs. del 20 dicembre 1993 n. 536, era interamente compreso nella provincia di Catania e comprendeva i seguenti comuni: Aci Castello, Camporotondo Etneo, Gravina di Catania, Mascalucia, San Giovanni la Punta, San Gregorio di Catania, San Pietro Clarenza, Sant'Agata li Battiati, Tremestieri Etneo e Valverde.

## Eletti
| Elezione | Elezione                 | Deputato          | Partito                    |
| -------- | ------------------------ | ----------------- | -------------------------- |
|          | 1994                     | Vincenzo Trantino | Polo del Buon Governo (AN) |
| 1996     | Polo per le Libertà (AN) | Vincenzo Trantino |                            |
| 2001     | Casa delle Libertà (AN)  | Vincenzo Trantino |                            |

## Dati elettorali

### XII legislatura

#### Risultati proporzionale
| Coalizioni        | Coalizioni                       | Liste                              | Liste                                 | Voti   | %     |
| ----------------- | -------------------------------- | ---------------------------------- | ------------------------------------- | ------ | ----- |
|                   | Polo del Buon Governo            |                                    | Forza Italia                          | 29.845 | 36,07 |
|                   | Polo del Buon Governo            | Alleanza Nazionale                 | 17.080                                | 20,64  |       |
| Totale coalizione | Totale coalizione                | 46.925                             | 56,71                                 |        |       |
|                   | Progressisti                     |                                    | Movimento per la Democrazia - La Rete | 12.461 | 15,06 |
|                   | Progressisti                     | Partito Democratico della Sinistra | 8.628                                 | 10,43  |       |
|                   | Progressisti                     | Partito Socialista Italiano        | 1.032                                 | 1,25   |       |
| Totale coalizione | Totale coalizione                | 22.121                             | 26,74                                 |        |       |
|                   | Patto per l'Italia               |                                    | Patto Segni                           | 4.939  | 5,97  |
|                   | Patto per l'Italia               | Partito Popolare Italiano          | 3.900                                 | 4,71   |       |
| Totale coalizione | Totale coalizione                | 8.839                              | 10,68                                 |        |       |
|                   | Lista Pannella                   | Lista Pannella                     | Lista Pannella                        | 3.673  | 4,44  |
|                   | Socialdemocrazia                 | Socialdemocrazia                   | Socialdemocrazia                      | 286    | 0,35  |
|                   | Solidarietà Occupazione Sviluppo | Solidarietà Occupazione Sviluppo   | Solidarietà Occupazione Sviluppo      | 267    | 0,32  |
|                   | Democrazia Siciliana             | Democrazia Siciliana               | Democrazia Siciliana                  | 222    | 0,27  |
|                   | Movimento Repubblicano           | Movimento Repubblicano             | Movimento Repubblicano                | 133    | 0,16  |
|                   | Rinnovamento Democratico         | Rinnovamento Democratico           | Rinnovamento Democratico              | 119    | 0,14  |
|                   | Movimento Popolare Cristiano     | Movimento Popolare Cristiano       | Movimento Popolare Cristiano          | 90     | 0,11  |
|                   | Lista Franco Greco               | Lista Franco Greco                 | Lista Franco Greco                    | 63     | 0,08  |
| Totale            | Totale                           | Totale                             | Totale                                | 82.738 |       |

#### Risultati uninominale
|                               | Vincenzo Trantino ✔️ Eletto | Polo del Buon Governo (FI - AN - CCD - UDC - PLD) | 46 908 | 56,20 |  |  |  |  |  |
|                               | Paolo Castorina             | Progressisti                                      | 22 551 | 27,02 |  |  |  |  |  |
|                               | Ferdinando Latteri          | Patto per l'Italia                                | 14 001 | 16,78 |  |  |  |  |  |
| Totale                        | Totale                      | Totale                                            | 83 460 | 100   |  |  |  |  |  |
|                               |                             |                                                   |        |       |  |  |  |  |  |
| Fonte: Ministero dell'interno |                             |                                                   |        |       |  |  |  |  |  |

### XIII legislatura

#### Risultati proporzionale
| Coalizioni        | Coalizioni                                 | Liste                                      | Liste                                      | Voti   | %     |
| ----------------- | ------------------------------------------ | ------------------------------------------ | ------------------------------------------ | ------ | ----- |
|                   | Polo per le Libertà                        |                                            | Forza Italia                               | 26.604 | 31,84 |
|                   | Polo per le Libertà                        | Alleanza Nazionale                         | 21.394                                     | 25,61  |       |
|                   | Polo per le Libertà                        | CCD-CDU                                    | 5.343                                      | 6,39   |       |
| Totale coalizione | Totale coalizione                          | 53.341                                     | 63,84                                      |        |       |
|                   | L'Ulivo                                    |                                            | Partito Democratico della Sinistra         | 10.957 | 13,11 |
|                   | L'Ulivo                                    | Federazione dei Verdi                      | 4.335                                      | 5,19   |       |
|                   | L'Ulivo                                    | Rinnovamento Italiano                      | 2.822                                      | 3,38   |       |
|                   | L'Ulivo                                    | Popolari per Prodi (PPI-SVP-PRI-UD-Prodi)  | 2.755                                      | 3,30   |       |
| Totale coalizione | Totale coalizione                          | 20.869                                     | 24,98                                      |        |       |
|                   | Progressisti                               |                                            | Rifondazione Comunista                     | 4.049  | 4,85  |
|                   | Lista Pannella - Sgarbi                    | Lista Pannella - Sgarbi                    | Lista Pannella - Sgarbi                    | 3.011  | 3,60  |
|                   | Noi Siciliani - Fronte Nazionale Siciliano | Noi Siciliani - Fronte Nazionale Siciliano | Noi Siciliani - Fronte Nazionale Siciliano | 1.144  | 1,37  |
|                   | Movimento Sociale Fiamma Tricolore         | Movimento Sociale Fiamma Tricolore         | Movimento Sociale Fiamma Tricolore         | 1.137  | 1,36  |
| Totale            | Totale                                     | Totale                                     | Totale                                     | 83.551 |       |

#### Risultati uninominale
|                               | Vincenzo Trantino ✔️ Eletto       | Polo per le Libertà | 50 962 | 62,23 |  |  |  |  |  |
|                               | Salvatore Anastasi                | L'Ulivo             | 27 567 | 33,66 |  |  |  |  |  |
|                               | Michele Sampirisi Aprile Di Cimia | Fiamma Tricolore    | 3 359  | 4,10  |  |  |  |  |  |
| Totale                        | Totale                            | Totale              | 81 888 | 100   |  |  |  |  |  |
|                               |                                   |                     |        |       |  |  |  |  |  |
| Fonte: Ministero dell'interno |                                   |                     |        |       |  |  |  |  |  |

### XIV legislatura

#### Risultati proporzionale
| Coalizioni        | Coalizioni              | Liste                   | Liste                                 | Voti   | %     |
| ----------------- | ----------------------- | ----------------------- | ------------------------------------- | ------ | ----- |
|                   | Casa delle Libertà      |                         | Forza Italia                          | 33.260 | 36,08 |
|                   | Casa delle Libertà      | Alleanza Nazionale      | 14.462                                | 15,69  |       |
|                   | Casa delle Libertà      | CCD-CDU                 | 7.088                                 | 7,69   |       |
|                   | Casa delle Libertà      | Nuovo PSI               | 321                                   | 0,35   |       |
| Totale coalizione | Totale coalizione       | 55.131                  | 59,81                                 |        |       |
|                   | L'Ulivo                 |                         | La Margherita (Dem - PPI - RI- UDEUR) | 19.130 | 20,75 |
|                   | L'Ulivo                 | Democratici di Sinistra | 6.070                                 | 6,59   |       |
|                   | L'Ulivo                 | Il Girasole (FdV - SDI) | 736                                   | 0,80   |       |
|                   | L'Ulivo                 | Comunisti Italiani      | 598                                   | 0,65   |       |
| Totale coalizione | Totale coalizione       | 26.534                  | 28,79                                 |        |       |
|                   | Lista Di Pietro         | Lista Di Pietro         | Lista Di Pietro                       | 3.398  | 3,69  |
|                   | Rifondazione Comunista  | Rifondazione Comunista  | Rifondazione Comunista                | 2.323  | 2,52  |
|                   | Democrazia Europea      | Democrazia Europea      | Democrazia Europea                    | 2.218  | 2,41  |
|                   | Lista Pannella - Bonino | Lista Pannella - Bonino | Lista Pannella - Bonino               | 1.878  | 2,04  |
|                   | Noi Siciliani           | Noi Siciliani           | Noi Siciliani                         | 572    | 0,62  |
|                   | Paese Nuovo             | Paese Nuovo             | Paese Nuovo                           | 83     | 0,09  |
|                   | Abolizione scorporo     | Abolizione scorporo     | Abolizione scorporo                   | 41     | 0,04  |
| Totale            | Totale                  | Totale                  | Totale                                | 92.178 |       |

#### Risultati uninominale
|                               | Vincenzo Trantino ✔️ Eletto    | Casa delle Libertà | 54 946 | 59,98 |  |  |  |  |  |
|                               | Salvatore Ardizzone            | L'Ulivo            | 26 654 | 29,10 |  |  |  |  |  |
|                               | Silvestro Di Napoli            | Lista Di Pietro    | 3 679  | 4,02  |  |  |  |  |  |
|                               | Domenico Massimo Sapienza      | Democrazia Europea | 2 705  | 2,95  |  |  |  |  |  |
|                               | Giovanni Crispino              | Lista Emma Bonino  | 2 509  | 2,74  |  |  |  |  |  |
|                               | Placido Giuseppe Elio Altimari | Noi Siciliani      | 1 117  | 1,22  |  |  |  |  |  |
| Totale                        | Totale                         | Totale             | 91 610 | 100   |  |  |  |  |  |
|                               |                                |                    |        |       |  |  |  |  |  |
| Fonte: Ministero dell'interno |                                |                    |        |       |  |  |  |  |  |